# Sefógrafo
El sefógrafo era un aparato que servía para hacer automáticamente y de forma mecánica, el escrutinio en las elecciones. La existencia de otros procedimientos, como el de la urna electrónica lo hizo caer en desuso (aunque su aceptación nunca llegó a ser grande).

## Descripción
El sefógrafo tiene en su parte posterior tantas aberturas como candidatos, colocadas (con objeto de garantizar el secreto de voto) en el fondo de un nicho que las protege de miradas indiscretas. El votante recibe del presidente de Mesa una ficha metálica que entra en la abertura correspondiente. La ficha, al caer, pone en movimiento un sistema de palancas que hacen aparecer en un cuadro continuamente visible la cifra que en aquel momento representa el número total de los votos emitidos y en otras mirillas, invisibles y cerradas durante la votación, el número que corresponde a la opinión del actual elector. La ficha sale del aparato y es entregada al segundo votante, el cual procede como el primero. Terminada la votación, el presidente levanta la cubierta metálica, poniéndose en descubierto el total de los votantes y el número de votos obtenido por cada candidato.
El sefógrafo no sirve exclusivamente para el objeto político explicado, sino que puede usarse también en juicios de votación de cualquier naturaleza, como por ejemplo en comités, clubes, etc. garantizando la sinceridad y seguridad del sufragio.

## Inventor
Fue inventado por el italiano Boggiano.